# كهوف كاستيلتشيفيتا
كهوف كاستيلتشيفيتا (بالإيطالية : Grotte di Castelcivita) مجموعة من الكهوف الكارستية، تقع في بلدية كاستيلتشيفيتا (وجزئيًا في كونتروني)، في مقاطعة ساليرنو، كامبانيا، جنوب إيطاليا.

## ملخص

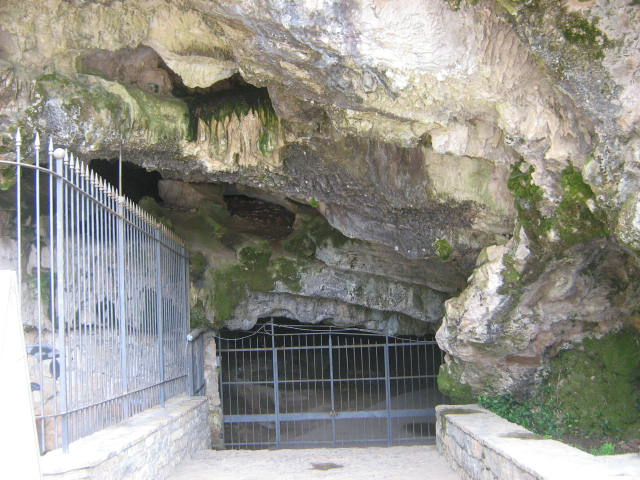
مدخل الكهوف.

ثمة اسم ثانٍ للكهوف وهو "كهوف سبارتاكوس"، ويعود سبب هذه التسمية إلى تقليد شائع يقول إن المصارع الروماني سباتاكوس استخدم الكهوف كمأوى خلال مسيرته من برونديزي إلى المعركة الأخيرة في نهر سيلاروس الواقع بالقرب من مدينة كاستيلتشيفيتا.
تقع الكهوف في منطقة بالقرب من نهر كالوري لوكانو وعلى مقربة من الجانب الغربي لجبال ألبورني، تبعد 3 كيلومترات عن كاستيلتشيفيتاو 3 كيلومترات عن كونتروني، وعلى مقربة من منطقة تسمى بونتي بايستوم (أي جسر بايستوم). يبلغ طول المنطقة السياحية 1.7 كيلو متر والامتداد الكلي للفراغات 3 كم.

## روابط خارجية
- الموقع الرسمي باللغة الإيطالية